# Варняй
Варняй (лит. Varniai) — місто в західній частині Литви, за 33 км на південь від міста Тельшяй. 

## Історія
Місто знаходиться в межах давнього племенного ареалу жмудинів. У 14 столітті городище Медінінкай розташовувалося на правому березі річки Варнеле (з 1314 по 1399 роки). На поселення в 1389 році напали хрестоносці і зазнали поразки від жмудинів. 
1417 року Вітовт Великий заснував Медінінкайську єпархію, побудував собор і в тому ж році надав поселенню права міста. У 1417–1864 роках тут був центр Жемайтійської єпархії. У XV ст. перед Медінінкаєм на лівому березі Варнеле почав розвиватися Варняй, згаданий у 1539 році. 
У 16 столітті Варняй став одним із найважливіших центрів литовської культури не лише Жмудії, а й усього Великого князівства Литовського . Жмудський єпископ Меркеліс Гедрайтіс прагнув  завершити християнізацію всіх станів держави. Для цього він зібрав у Варняї найяскравіших поетів, запросив до єпархії історика Мацея Стрийковського, прихильника незалежності Литовської держави, який видав літопис Польщі, Литви, Жемайтиї та всієї Русі і Микалоюс Даукша, упорядник литовських католицьких писань.
1635 року надано Магдебурзьке право. 1740 року у місто переведено духовну семінарію. 1864 року семінарію перенесено до Каунаса.

## Пам'ятки
- Церква Апостолів Петра і Павла, 1691 рік
- Дерев'яний костел Св. Олександра, 15 століття, 1770 рік
- Будівля духовної семінарії, 1770 рік.

## Населення
| Динаміка населення з 1923 по 2021 |          |          |          |          |          |
| 1923пер.                          | 1970пер. | 1979пер. | 1989пер. | 2001пер. | 2011пер. |
| 1983                              | 2027     | 2059     | 2028     | 1355     | 1140     |
| 2021                              | -        | -        | -        | -        | -        |
| 961                               | -        | -        | -        | -        | -        |
| Гістограма динаміки населення     |          |          |          |          |          |